# Jelizawieta Pietlakowa
Jelizawieta Romanowna Pietlakowa (ros. Елизавета Романовна Петлякова; ur. 5 grudnia 2003) – rosyjska zapaśniczka startująca w stylu wolnym. 
Zajęła dziewiąte miejsce na mistrzostwach Europy w 2025. Pierwsza na ME U-23 w 2024. Druga na MŚ juniorów w 2021 i 2023. Trzecia na ME juniorek w 2016, a także wśród kadetek w 2018 roku.
Brązowa medalistka mistrzostw Rosji w 2022 i 2024 roku.